# Formica serresi
Espèce
Formica serresi est une espèce fossile d'insectes hyménoptères fourmi du genre Formica dans la tribu des Formicini.

## Classification
L'espèce Formica serresi est décrite en 1937 par le paléontologue français Nicolas Théobald (1903-1981) dans sa thèse,. 

### Fossiles
L'holotype A64 ♂, de l'ère Cénozoïque, et de l'époque Oligocène (33,9 à 23,03 Ma.) vient des collections de l'institut géologique de Lyon et du gypse d'Aix-en-Provence. 

### Étymologie
L'épithète spécifique « serresi » est un hommage à Marcel de Serres, car « L'échantillon porte une note manuscrite de Serres "Trogosita n° 1 voisin de Trogosita coerulea" et a été cité par Marcel de Serres, p. 225 ».

## Description

### Caractères
La diagnose de Nicolas Théobald en 1937, : Pour l'holotype mâle A64 est un 

« insecte de teinte noire, ailes transparentes. Tête arrondie, yeux de forme ovale; antennes à scape cylindrique assez long. thorax ovale; pronotum non visible sur la face dorsale; mésonotum long, atteint presque le milieu du thorax; scutellum court, postscutellum hexagonal; épinotum étroit. Pétiole allongé, formé d'un seul segment non reflé. abdomen allongé, ovale, 5 segments visibles. Pattes grêles et longues. ailes ne sont pls représentées que par la base. ».

### Dimensions
La longueur totale est de 8,5 mm.

### Affinités
« L'échantillon porte une note manuscrite de Serres "Trogosita n° 1 voisin de Trogosita coerulea" et a été cité par Marcel de Serres, p. 225. Il est pourtant évident qu'il ne s'agit pas d'un Coléoptère, mais d'un Hyménoptère Formicidae. En raison de la conservation imparfaite, je n'ai pas recherché les affinités avec les formes actuelles. ».

## Galerie
- Quelques images de l'espèce vivante Formica rufa.
- Formica rufa, ouvrière
- Formica rufa, ouvrière
- Formica rufa, ouvrière
- Formica rufa fourmilière
- Ouvrières dans leur fourmilière
- Ouvrière, sur mûrier
- Ouvrières, sur mûrier
- Ouvrières transportant un ver
- Dôme construit contre un tronc d'arbre

### Publication originale
- [1937] Nicolas Théobald, « Les insectes fossiles des terrains oligocènes de France 473 p., 17 fig., 7 cartes,13 tables, 29 planches hors texte », Bulletin Mensuel de la Société des Sciences de Nancy et Mémoires de la Société des sciences de Nancy, Imprimerie G. Thomas,‎ 1937, p. 1-473 (ISSN 1155-1119 et 2263-6439, OCLC 786027547). .